# Megasema triangulum
Megasema triangulum là một loài bướm đêm trong họ Noctuidae.